# Gitagowinda

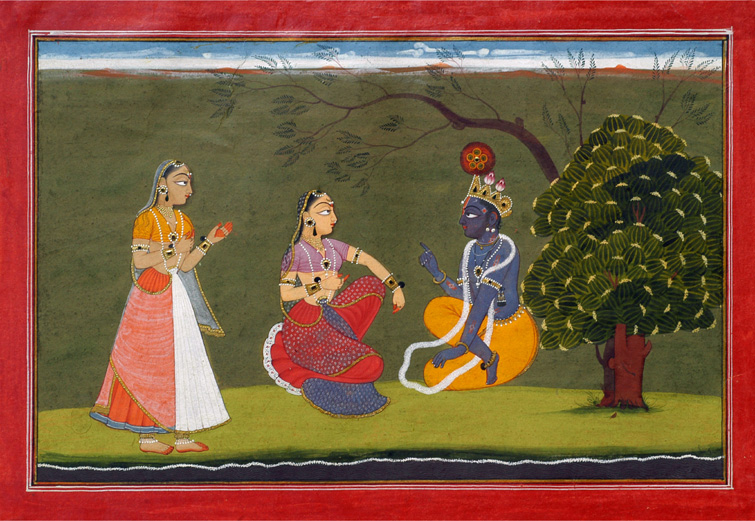
Ilustracja do Gitagowindy z ok. 1730

Gitagowinda (sanskryt: गीत गोविन्द, trl. gītagovinda, ang. Gita Govinda) – poemat sanskrycki autorstwa Dźajadewy.
Treścią Gitagowindy jest miłosna historia dwójki pasterzy, Kryszny i Radhy, zakończona szczęśliwie schadzką w lesie i miłosnymi igraszkami. Utwór jako pierwszy wprowadził wątki erotyczne do historii Kryszny.
Poemat podzielony jest na dwadzieścia cztery pieśni, pogrupowane w dwanaście rozdziałów. Każdy rozdział zawiera od jednej do czterech pieśni.
Gitagowinda stanowi jeden z autorytatywnych tekstów religijnych wisznuizmu. Jest popularnym tekstem religijnym we wschodnich i południowych Indiach, gdzie jest recytowana w świątyniach i wystawiana podczas świąt. Wywarła także duży wpływ na rozwój literatury bengalskiej.
Data powstania utworu ze względu na brak informacji o życiu autora jest nieznana. Przyjmuje się jednak, że powstał on za panowania Lakszmanaseny (1179–1209), ostatniego hinduskiego władcy Bengalu i mecenasa poezji sanskryckiej.
Pierwszym europejskim przekładem Gitagowindy był angielski przekład Williama Jonesa z 1792.
Polskie tłumaczenie, autorstwa Barbary Grabowskiej i Andrzeja Ługowskiego, ukazało się w 1996.